# Équipe du Brésil de football à la Coupe du monde 2006
L'équipe du Brésil de football s'est qualifiée pour la coupe du monde 2006 en Allemagne. C'est sa 18e participation à une Coupe du monde.

## Qualifications
| Amérique du sud | Amérique du sud | Amérique du sud | Amérique du sud | Amérique du sud | Amérique du sud | Amérique du sud | Amérique du sud | Amérique du sud | Amérique du sud | Amérique du sud | Amérique du sud | Amérique du sud | Amérique du sud | Amérique du sud | Amérique du sud | Amérique du sud | Amérique du sud | Amérique du sud | Amérique du sud | Amérique du sud |
| Classement      | Classement      | Classement      | Classement      | Classement      | Classement      | Classement      | Classement      | Classement      | Classement      | Résultats       | Résultats       | Résultats       | Résultats       | Résultats       | Résultats       | Résultats       | Résultats       | Résultats       | Résultats       | Résultats       |
| --------------- | --------------- | --------------- | --------------- | --------------- | --------------- | --------------- | --------------- | --------------- | --------------- | --------------- | --------------- | --------------- | --------------- | --------------- | --------------- | --------------- | --------------- | --------------- | --------------- | --------------- |
|                 | Nation          | Pts             | J               | G               | N               | P               | BP              | BC              | Diff            | Nation          | BRÉ             | ARG             | ÉQU             | PAR             | URU             | COL             | CHI             | VEN             | PER             | BOL             |
| 1               | Brésil          | 34              | 18              | 9               | 7               | 2               | 35              | 17              | +18             | Brésil          |                 | 3-1             | 1-0             | 4-1             | 3-3             | 0-0             | 5-0             | 3-0             | 1-0             | 3-1             |
| 2               | Argentine       | 34              | 18              | 10              | 4               | 4               | 29              | 17              | +12             | Argentine       | 3-1             |                 | 1-0             | 0-0             | 4-2             | 1-0             | 2-2             | 3-2             | 2-0             | 3-0             |
| 3               | Équateur        | 28              | 18              | 8               | 4               | 6               | 23              | 19              | +4              | Équateur        | 1-0             | 2-0             |                 | 5-2             | 0-0             | 2-1             | 2-0             | 2-0             | 0-0             | 3-2             |
| 4               | Paraguay        | 28              | 18              | 8               | 4               | 6               | 23              | 23              | 0               | Paraguay        | 0-0             | 1-0             | 2-1             |                 | 4-1             | 0-1             | 2-1             | 1-0             | 1-1             | 4-1             |
| 5               | Uruguay         | 25              | 18              | 6               | 7               | 5               | 23              | 28              | -5              | Uruguay         | 1-1             | 1-0             | 1-0             | 1-0             |                 | 3-2             | 2-1             | 0-3             | 1-3             | 5-0             |
| 6               | Colombie        | 24              | 18              | 6               | 6               | 6               | 24              | 16              | +8              | Colombie        | 1-2             | 1-1             | 3-0             | 1-1             | 5-0             |                 | 1-1             | 0-1             | 5-0             | 1-0             |
| 7               | Chili           | 22              | 18              | 5               | 7               | 6               | 18              | 22              | -4              | Chili           | 1-1             | 0-0             | 0-0             | 0-1             | 1-1             | 0-0             |                 | 2-1             | 2-1             | 3-1             |
| 8               | Venezuela       | 18              | 18              | 5               | 3               | 10              | 20              | 28              | -8              | Venezuela       | 2-5             | 0-3             | 3-1             | 0-1             | 1-1             | 0-0             | 0-1             |                 | 4-1             | 2-1             |
| 9               | Pérou           | 18              | 18              | 4               | 6               | 8               | 20              | 28              | -8              | Pérou           | 1-1             | 1-3             | 2-2             | 4-1             | 0-0             | 0-2             | 2-1             | 0-0             |                 | 4-1             |
| 10              | Bolivie         | 14              | 18              | 4               | 2               | 12              | 20              | 37              | -17             | Bolivie         | 1-1             | 1-2             | 1-2             | 2-1             | 0-0             | 4-0             | 0-2             | 3-1             | 1-0             |                 |

## Maillot
Le maillot de l'équipe du Brésil est fourni par l'équipementier Nike.
| Couleurs | Jaune, bleu et blanc |
| Marque   | Nike                 |
| Domicile | Extérieur            |

## Effectif
Le 15 mai 2006, le sélectionneur brésilien, Carlos Alberto Parreira, a annoncé une liste composée de vingt-trois joueurs pour le mondial. Le 31 mai, le défenseur du FC Barcelone, Edmílson, victime  d'une fracture au ménisque droit, déclare forfait pour la coupe du monde. Il est remplacé par Mineiro qui évolue au São Paulo FC.
| Numéro / Nom | Numéro / Nom            | Club               | Date de naissance | J.              | Buts            |                 |                 |                 |
| Gardiens de but | Gardiens de but         | Gardiens de but    | Gardiens de but   | Gardiens de but | Gardiens de but | Gardiens de but | Gardiens de but | Gardiens de but |
| --- | ----------------------- | ------------------ | ----------------- | --------------- | --------------- | --------------- | --------------- | --------------- |
| 1 | Dida                    | Milan AC           | 07.10.1973        | 4               | 0               | 0               | 0               | 0               |
| 12 | Rogério Ceni            | São Paulo FC       | 22.01.1973        | 1               | 0               | 0               | 0               | 0               |
| 22 | Julio César             | Inter Milan        | 03.09.1979        | 0               | 0               | 0               | 0               | 0               |
| Défenseurs |                         |                    |                   |                 |                 |                 |                 |                 |
| 2 | Cafú                    | Milan AC           | 07.06.1970        | 3               | 0               | 2               | 0               | 0               |
| 3 | Lúcio                   | Bayern Munich      | 08.05.1978        | 4               | 0               | 1               | 0               | 0               |
| 4 | Juan                    | Bayer Leverkusen   | 01.02.1979        | 4               | 0               | 1               | 0               | 0               |
| 6 | Roberto Carlos          | Real Madrid        | 10.04.1973        | 3               | 0               | 0               | 0               | 0               |
| 13 | Cicinho                 | Real Madrid        | 24.06.1980        | 2               | 0               | 0               | 0               | 0               |
| 14 | Luisão                  | Benfica            | 13.02.1981        | 0               | 0               | 0               | 0               | 0               |
| 15 | Cris                    | Olympique lyonnais | 03.06.1977        | 0               | 0               | 0               | 0               | 0               |
| 16 | Gilberto                | Hertha BSC Berlin  | 25.04.1976        | 1               | 1               | 0               | 0               | 0               |
| Milieux de terrain |                         |                    |                   |                 |                 |                 |                 |                 |
| 5 | Emerson                 | Juventus           | 04.04.1976        | 2               | 0               | 1               | 0               | 0               |
| 8 | Kaká                    | Milan AC           | 22.04.1982        | 4               | 1               | 0               | 0               | 0               |
| 10 | Ronaldinho              | FC Barcelone       | 21.03.1980        | 4               | 0               | 0               | 0               | 0               |
| 11 | Zé Roberto              | Bayern Munich      | 06.11.1974        | 4               | 1               | 0               | 0               | 0               |
| 17 | Gilberto Silva          | Arsenal            | 07.10.1976        | 3               | 0               | 1               | 0               | 0               |
| 18 | Mineiro                 | São Paulo FC       | 02.08.1975        | 0               | 0               | 0               | 0               | 0               |
| 19 | Juninho                 | Olympique lyonnais | 30.01.1975        | 2               | 1               | 0               | 0               | 0               |
| 20 | Ricardinho              | SC Corinthians     | 23.05.1976        | 1               | 0               | 0               | 0               | 0               |
| Attaquants |                         |                    |                   |                 |                 |                 |                 |                 |
| 7 | Adriano                 | Inter Milan        | 17.02.1982        | 3               | 2               | 0               | 0               | 0               |
| 9 | Ronaldo                 | Real Madrid        | 22.09.1976        | 4               | 3               | 2               | 0               | 0               |
| 21 | Fred                    | Olympique lyonnais | 03.10.1983        | 1               | 1               | 0               | 0               | 0               |
| 23 | Robinho                 | Real Madrid        | 25.01.1984        | 4               | 0               | 1               | 0               | 0               |
| Sélectionneur |                         |                    |                   |                 |                 |                 |                 |                 |
| | Carlos Alberto Parreira |                    | 27.02.1947        |                 |                 |                 |                 |                 |
| Réserve Joueurs qui n'ont pas participé au stage d'entraînement mais qui pouvaient faire office de remplaçants jusqu'au 12 juin |                         |                    |                   |                 |                 |                 |                 |                 |
| Non communiquée |                         |                    |                   |                 |                 |                 |                 |                 |
| Blessé Joueur initialement annoncé dans l'équipe nationale pour la coupe du monde mais remplacé avant le 13 juin                |                         |                    |                   |                 |                 |                 |                 |                 |
| D | Edmílson                | FC Barcelone       | 10.07.1976        |                 |                 |                 |                 |                 |